# Eternos Clássicos
Eternos Clássicos é o álbum de estreia da artista musical brasileira Gabily, lançado em 10 de setembro de 2020 pela Universal Music. Também apresentado como um "projeto audiovisual", o álbum contém o intuito de revisitar duas décadas do funk carioca que se disseminou em escala nacional.
Com a participação do carioca DJ Marlboro em 5 faixas, o projeto Eternos Clássicos se iniciou em 30 de julho de 2020 e homenageia artistas como Claudinho & Bochecha, Valesca Popozuda e Tati Quebra-Barraco.

## Lista de faixas
Todas as faixas foram produzidas por Umberto Tavares.
| N.º            | Título                                                                                  | Compositor(es)                                            | Duração |  |
| 1.             | "Copo De Vinho" (com DJ Marlboro)                                                       | Robinho Da Prata                                          | 1:17    |  |
| 2.             | "Tô Tranquilão"                                                                         | DENNIS                                                    | 1:17    |  |
| 3.             | "Adultério"                                                                             | Bruno, Miguel, Sheik, Álvaro Birita                       | 1:30    |  |
| 4.             | "Dessa Vez"                                                                             | Ricardo Anthony                                           | 1:41    |  |
| 5.             | "Implacável / Fico Assim Sem Você" (com DJ Marlboro)                                    | Abdullah, Cacá Moraes, Rosana Souza                       | 2:21    |  |
| 6.             | "Agora Eu Sou Solteira / Late Que Eu Tô Passando" (com DJ Marlboro)                     | Deejay Lucca, MC Chatinho, MC Koringa, Pardal, San Danado | 1:46    |  |
| 7.             | "Cerol Na Mão / Tchu Tchuca" (com DJ Marlboro)                                          | Banha, Dj Alex, Marcão, Tigrão                            | 1:33    |  |
| 8.             | "Boladona / Barraco II / Kabo Kaki / Dako É Bom / Montagem Guerreira" (com DJ Marlboro) | Boletti, Dedê, Marcos DJ, Márcio, Tati Quebra Barraco     | 1:33    |  |
| Duração total: | Duração total:                                                                          | Duração total:                                            | 12:58   |  |